# Доктор-Лазарова къща
Къщата на братя Иванови, по-известна като Къщата на д-р Лазаров, е архитектурна забележителност в град София, България.

## Местоположение
Къщата се намира на улица „Денкоглу“ № 19 в София.

## История
Построена е от братята Иванови, големи български търговци и индустриалци, в 1912 година.
Изградена е по проект на архитект Кирил Маричков, който я посочва като свой шедьовър.
По-късно един от потомците на голямата фамилия, д-р Георги Лазаров, завършва медицина във Виена и се установява в София, където става известен и почитан доктор гинеколог. Във фамилната къща той създава модерна частна клиника.
След Деветосептемврийския преврат и национализацията клиниката е прехвърлена към един от софийските родилни домове.
Обявена е за паметник на културата в 1978 година.
След демократичните промени и реституцията е върната на наследниците.

## Описание
Внушителната и великолепна триетажната сграда наподобява малък виенски палат. Фасадата ѝ е необарокова, с еркер и фронтони, деликатно орнаментирана, внушаваща аристократизъм. Интериорът е пищно украсен.